# Myre
Myre är en ort i Ovikens distrikt (Ovikens socken) i Bergs kommun i Jämtlands län (Jämtland). Orten var av SCB klassad som småort till 2010 då befolkningen understeg 50 och statusen som småort upphörde. Sedan 2015 är dock orten åter igen klassad som en småort.